# Арестантские роты
Арестантские роты — военные арестантские роты инженерного ведомства Российской империи, учреждённые как вид уголовного наказания, в 1823 году.
В другом источнике указано что Арестантские роты, один из родов уголовных наказаний, с 1826—27 годов, инженерного морского и гражданского ведомства. По их образцу в 1830 году были созданы такие же гражданские роты, состоявшие до 1870 года в ведомстве министерства путей сообщения; затем они поступили в ведомство министерства внутренних дел и получили наименование исправительных арестантских отделений.

## Официальное определение
По Уложению 1845 года арестантские роты — срочное, высшее исправительное наказание, применяемое к лицам податных состояний (соответствует ссылке на поселение для привилегированных).
С 1870 года арестантские роты переименованы в «исправительные арестантские отделения гражданского ведомства», военный режим был отменён, публичные работы заменены работами внутри помещения тюрьмы; срок от одного года до четырёх лет. Арестантские роты инженерного ведомства в 1867 году заменены военно-исправительными ротами, а последняя рота (Смоленская) была закрыта в 1881 году, и их место заняли дисциплинарные батальоны. По уголовному уложению 1903 года исправительным арестантским отделениям соответствовал «исправительный дом».

## История
3 июня 1823 года, по инициативе инспектора по инженерной части, Великого Князя Николая Павловича, было Высочайше утверждено «Положение для образования крепостных арестантов в Динабурге и Бобруйске в арестантские роты».
Своим возникновением эта карательная мера особенно обязана жалобам местных начальств Сибири на неудовлетворительное положение ссылки ввиду огромного, постоянно увеличивавшегося количества ссылаемых. Эти жалобы в царствование Всероссийского императора Николая I вызвали стремление вовсе прекратить или по крайней мере уменьшить ссылку. Министр внутренних дел Блудов рекомендовал заменить ссылку в Сибирь — арестантскими ротами.
Уже в 1825 году крепостных каторжных арестантов начали строить в роты, с подчинением их военной дисциплине (положение 26 сентября 1826 года), а в 1827 году наподобие этих военных рот, разделявшихся на роты инженерного и морского ведомств, предложено было устроить в губернских городах арестантские роты гражданского ведомства, надеясь устранить этой мерой расходы по пересылке арестантов в Сибирь и содействовать развитию губернских городов помощью подневольного арестантского труда.
Первые арестантские роты гражданского ведомства были открыты в Новгороде и Пскове. В 1828 году быдл решено всех приговорённых к ссылке и способных к работе удерживать в арестантских ротах.
В 1830 году прибавилось восемь рот в Одессе и Новороссии, затем роты возникли в Москве, Брест-Литовске, Кронштадте, Киеве, Екатеринославе и других городах, так что в 1865 году число их доходило до 32.

### Арестанты
В арестантские роты заключались:
- бродяги;
- лица, приговорённые к ссылке за маловажные преступления, не наказанные рукою палача;
- лица привилегированных сословий даже за важные проступки (до 1842 года).

Срок содержания был определен только для бродяг, остальные заключённые считались всегдашними (навсегда); последние, однако, после 10-летнего заключения могли быть перемещены в разряд срочных на 5 лет, а потом в военно-рабочие роты; неспособные же к работе оставались на 10 лет, а затем получали свободу.
Арестанты подвергались военной дисциплине, употреблялись на публичные работы: мощение улиц, рытьё канав, сооружение мостов и тому подобное, за что не получали никакого вознаграждения. Все арестанты должны были носить кандалы, а в свободное время заниматься строевой подготовкой. За «леность и нерадение к работам» арестантов было предписано наказывать на месте до 50 ударов офицерской тростью, а также за совершение дисциплинарных проступков розгами от 50 до 100 ударов. В случае совершения заключённым преступления по решению суда к нему применялось наказание шпицрутенами.

### Уложение 1845 года
В 1845 году было выработано общее положение об арестантских ротах гражданского ведомства согласно началам уголовного законодательства, принятым уложением о наказаниях уголовных и исправительных. Составители уложения, оставив военный режим арестантских рот, сделали их срочными и придали им значение высшего исправительного наказания для лиц, не изъятых от телесного наказания, параллельного ссылке на поселение в Сибирь для лиц привилегированных состояний (Полн. Собр. Зак. № 19285 [45]).
Комплект арестантских рот быстро переполнился, и при невозможности их расширить приходилось прибегать к замене этого наказания. В 1848 году предписывалось приговорённых на продолжительные сроки частью отправлять в кронштадтские роты, частью ссылать. Наконец вместо заключения в арестантских ротах стали применять в виде временной меры — «ссылку в Сибирь для водворения» (Закон 23 ноября 1853 рода).

### Передача в ведение губернаторов
Арестантские роты гражданского ведомства до 1863 году были подчинены Главному управлению путей сообщения и публичных зданий, а с 1864 года переданы в ведение губернаторов.
Законом 16 мая 1867 года арестантские роты инженерного ведомства заменены военно-исправительными ротами. По издании закона 31 марта 1870 года арестантские роты гражданского ведомства переименованы в «Исправительные арестантские отделения гражданского ведомства» — военный режим в них был упразднён, и прежде практиковавшиеся наружные работы заменены внутренними работами в здании тюрьмы.

## Состав
Командовали в ротах строевые офицеры и унтер-офицеры, в другом источнике указано что к постоянному составу арестантских рот принадлежали:
- командир;
- четыре младших офицера;
- фельдфебель;
- 16 унтер-офицеров;
- барабанщик;
- переменный состав был из арестантов, которых по штату полагалось по 120 человек на каждую роту; рота делилась на отделения.[6]

В арестантское отделение, арестанты подбирались по «равному приговору осуждения». офицеры, присужденные к заключению в арестантские роты, не составляли в этом отношении исключения.
«Положение об арестантских ротах инженерного ведомства в крепостях», от 21 февраля 1834 года, утвердило 43 арестантские роты военно-инженерного ведомства, к 1838 году их число достигло 55 единиц.
Позже по штату административный кадр арестантской роты состоял из:
- четырёх офицеров;
- фельдфебеля;
- 16 унтер-офицеров;
- барабанщика;
- писаря;
- цирюльника;
- четырёх денщиков.

Весь административный кадр арестантской роты назначался из чинов Корпуса внутренней стражи. Контингент переменного состава арестантской роты состоял в числе от 100 до 250 человек в роте. Арестантские роты находились в заведовании крепостных комендантов, а управлялись плац-майорами, на правах батальонных командиров. 